# Anomalohimalaya
Anomalohimalaya (лат.) — род клещей из семейства Ixodidae.

## Распространение
Палеоарктика, горные провинции на востоке Средней Азии и по периферии Центральной Азии: Тянь-Шань, Памир, Синьцзян, Тибет, Гималаи. Встречаются в лугово-степном и субальпийском поясах на скалах на высотах 1300—3800 м.

## Описание
Форма тела удлинённовальная (длина около 3 мм). Глаза отсутствуют на всех фазах развития. Гнатосома в основании шестиугольная. Тазики передних ног (коксы I) по заднему краю несут латеральные и медиальные зубцы. На створках анального клапана 5 пар щетинок. У личинок 5 пар краевых вентральных щетинок.

## Биология
Облигатные эктопаразиты, питающиеся кровью позвоночных животных. Цикл развития трёххозяинный. Среди хозяев грызуны, серые хомячки Cricetulus и Скальные полёвки (Alticola).

## Классификация
Известно три вида:
- Anomalohimalaya cricetuli Teng & Huang, 1981 — Киргизия, Китай, Таджикистан (на Cricetulus migratorius, Alticola argentatus и Alticola sylvaticus)[4][5]
- Anomalohimalaya lamai Hoogstraal, Kaiser & Mitchell, 1970typus — Непал и Тибет (на грызунах Cricetulus kamensis и Alticola)[1]
- Anomalohimalaya lotozkyi Filippova & Panova, 1978[6] — Таджикистан, Узбекистан (на грызунах Alticola argentatus)[7]